# Belvedere (Kassel)

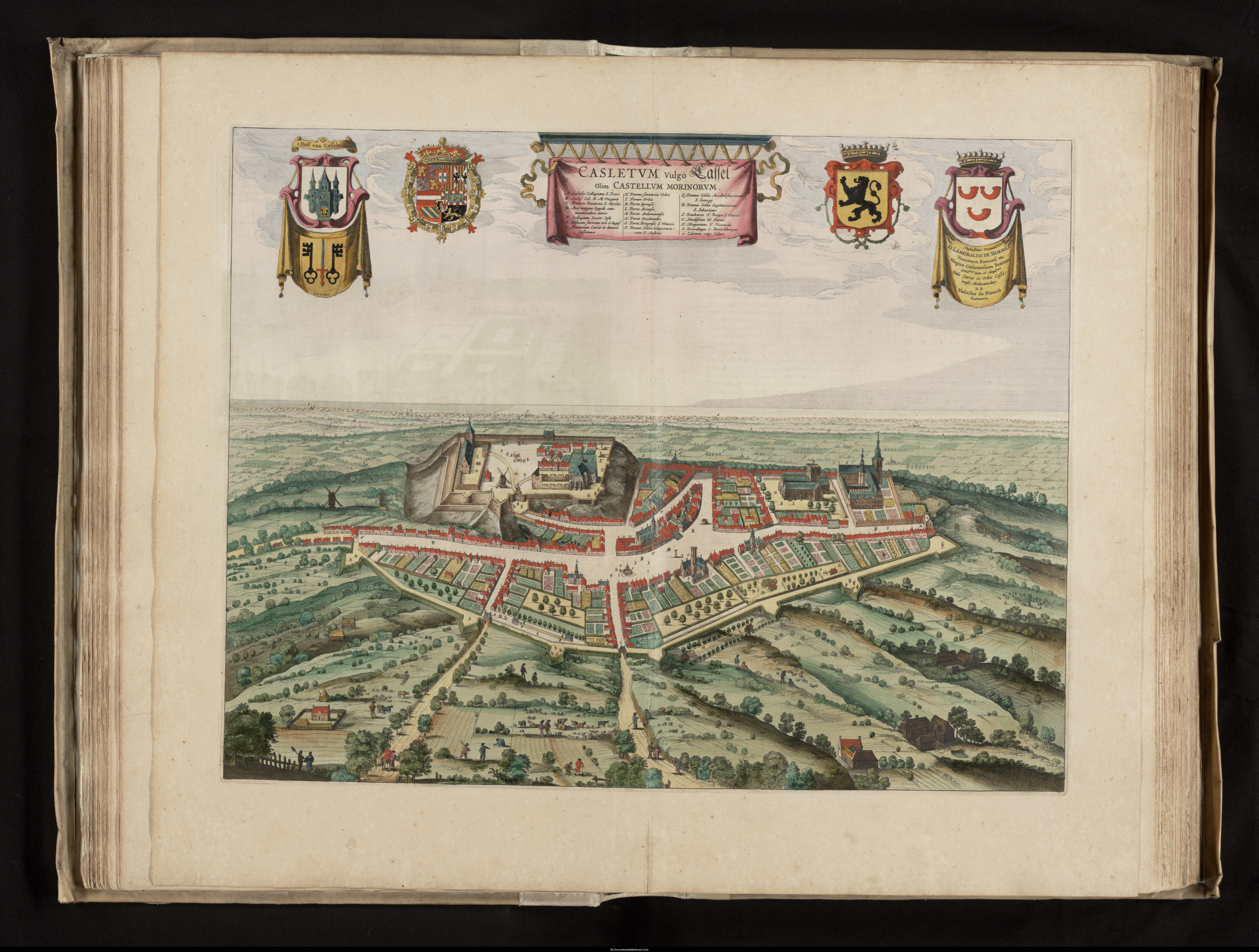
De Kasselberg met kasteel en Sint-Pieterskerk in 1641

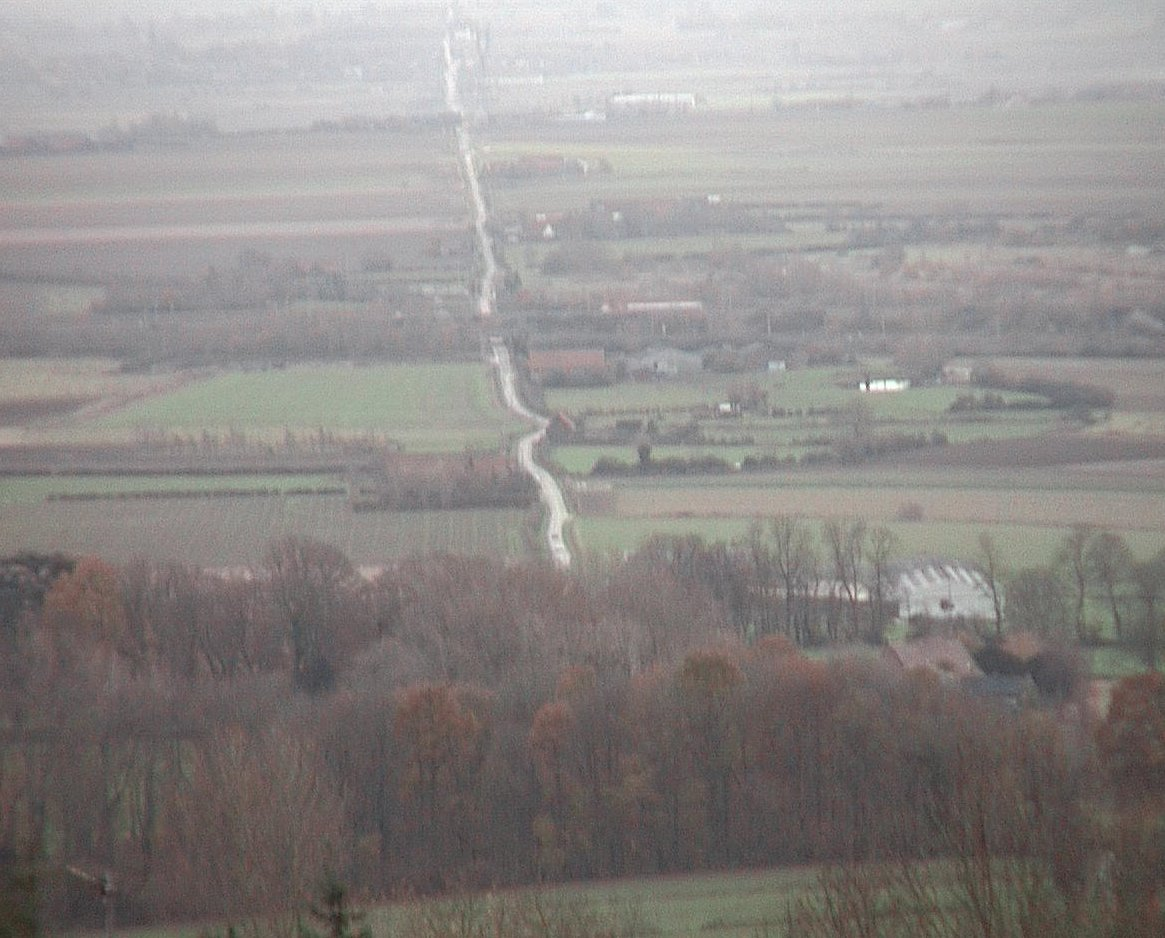
Een Romeinse heerbaan, gezien vanaf de Belvedere

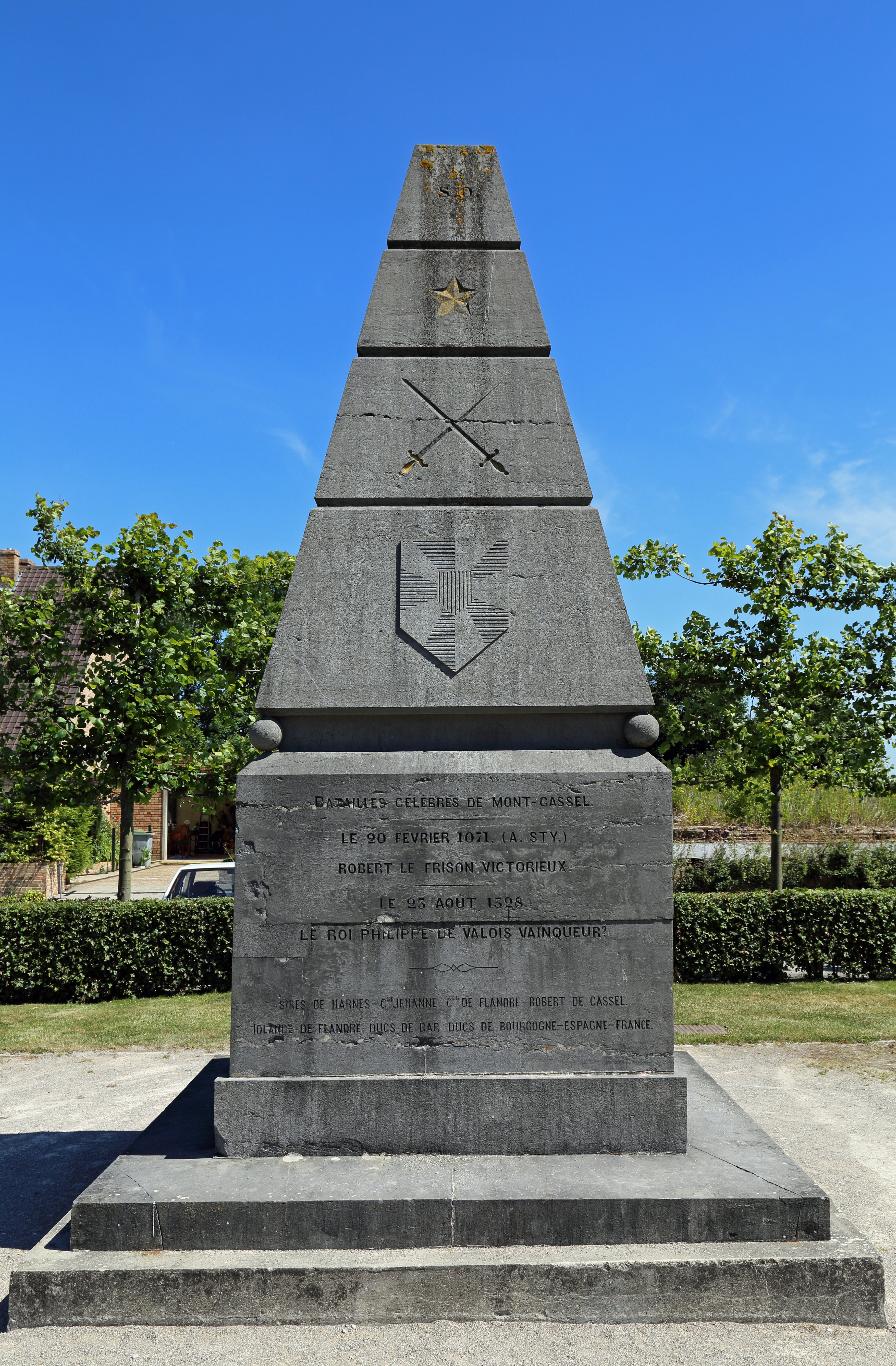
Monument voor de drie veldslagen

De Belvedère is een uitzichtpunt met park in de tot het Noorderdepartement behorende stad Kassel. Het ligt op de top van de Kasselberg, waar ook de stad Kassel op ligt.
Met een hoogte van 176 meter is dit het hoogste punt van de wijde omgeving. Het is een voormalig kasteelterras en hier stond tot 1788 ook de Sint-Pieterskerk, waarvan resten van de crypte nog aanwezig zijn.
Op deze hoogte ligt een park met daarin de Casteelmeulen en een monument dat de drie veldslagen bij Kassel herdenkt: Het Monument commémoratif des trois batailles de Cassel. Verder vindt men hier een ruiterstandbeeld van 1928 ter herdenking van Maarschalk Foch.
De belvedère is ook een uitzichtpunt. Spectaculair zijn de uitgaande Romeinse heerbanen die men van hieruit kan aanschouwen en die in alle richtingen uitwaaieren.